# 韋爾湖 (倫茨堡-埃肯弗德縣)
54°16′50″N 10°11′2″E / 54.28056°N 10.18389°E

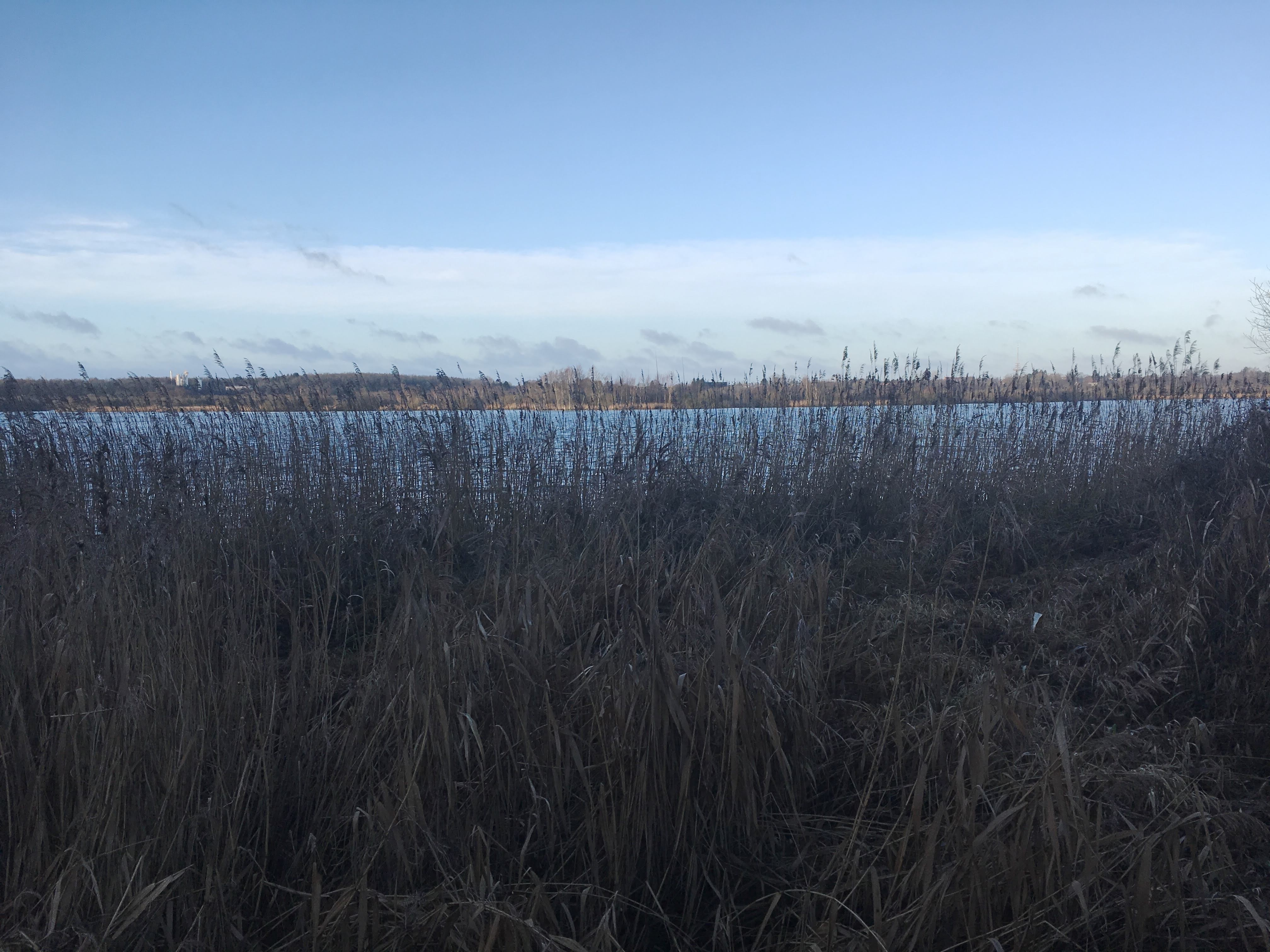

韋爾湖（德語：Wellsee），是德國的湖泊，位於該國北部石勒蘇益格-荷爾斯泰因州，由倫茨堡-埃肯弗德縣負責管轄，長0.8公里、寬0.8公里，面積0.25平方公里，海拔高度29米，湖岸線長度3.3公里。